# Ресурсний цикл
Ресурсний цикл (РЦ) — це обмін речовин між природою та суспільством, що включає вилучення природних багатств із природи, залучення їх у господарський оборот і повернення після утилізації в навколишнє середовище (у трансформованому вигляді). РЦ організується за принципом маловідходного виробництва, яке у міру розвитку суспільства все більше має наближатися до безвідходного.
Таким чином, під ресурсним циклом розуміється сукупність перетворень і просторових переміщень речовини природи в процесі її освоєння, видобутку, переробки, споживання і кінцевого повернення в природу після використання. Заснована концепція ресурсних циклів на ідеї кругообігу речовин у природі, коли в ході природних перетворень природні елементи переходять із одного стану в інший, від одного компонента природи до іншого, за принципом замкнутого природного циклу. Такий кругообіг здійснює вода від випадання опадів на землю й на водойми, збору її в морях і океанах, у рослинах і тваринних організмах, подальшого випаровування і збору в атмосфері у вигляді опадів. Аналогічні круговороти здійснюють мінеральні речовини між ґрунтом, рослинами і тваринами, і повертаються назад у ґрунт після смерті живого організму. Всі ці круговороти живляться енергетичним джерелом у вигляді сонячної енергії і практично не мають відходів.
Про те, що РЦ наближається до замкнутого, природному циклу, свідчить практика введення у другій половині XX століття утилізації промислових і побутових відходів в ряді розвинених країн. Потужна екологічна пропаганда серед населення, економічне стимулювання, жорсткі правові санкції (штрафи тощо) призвели до того, що значна частина відходів перетворилася у вторинні ресурси, що дають додаткову продукцію. Дуже наочний в цьому відношенні приклад Німеччини, яка мала в 2005 році переробляти 100 % своїх відходів. На противагу цьому в Україні справа щодо утилізації відходів просувається вкрай повільно, більш того, є кроки регресу: якщо раніше макулатура здавалася в приймальні пункти, то зараз мережа їх згорнута, а папір та картон викидаються на звалище або спалюються. В деяких містах проблема сміття вирішується застарілим і нецивілізованим методом: воно вивозиться на звалище, а це значить, забруднювач просто переміщається в просторі з одного місця на інше, отруюючи природне середовище.
Щоб краще побачити необхідність введення даного поняття, розглянемо як відбувається рух речовини та енергії в біосфері і техносфері. У біосфері він організований у вигляді сукупності природних циклів. Візьмемо, наприклад, кругообіг води в природі або ті процеси, коли в екосистемах продукти життєдіяльності одних живих істот служать їжею для інших. При цьому потік енергії та кругообіг речовин має характер нескінченного замкненого циклу.
На відміну від природи, процеси, що протікають у техносфері, мають зовсім інший характер. Будь-який технологічний процес починається з вилучення з навколишнього середовища природного ресурсу і закінчується поверненням в природу різноманітних відходів, а також виробів, що відслужили свій термін. Це процес лінійний, незамкнутий, такий що має початок і кінець. Кардинальні відмінності між першим і другим процесами і породжують в сучасному суспільстві суперечності, які все більше загострюються, коли, з одного боку, спостерігається брак ресурсів, а з іншого, — збільшення потреби в них, зумовлені стрімким зростанням населення (наслідки демографічного вибуху) і невгамовним бажанням людей жити з більшим комфортом (наприклад, мати в одній сім'ї вже не один, а два автомобілі).
У зв'язку з цим загострилося питання необхідності знайти шлях узгодженого і гармонійного розвитку цих процесів. Саме на цьому шляху стоїть теорія ресурсних циклів, розроблена Комаром І. В. Розроблена ним концепція ресурсних циклів є науковою основою для визначення шляхів раціоналізації природокористування як в рамках окремих галузей господарства, так і для територій різного рівня — від локальних промислових вузлів до окремих регіонів і країн і аж до глобального рівня. Але найбільш ефективне застосування цієї концепції на мезорівні — рівні ресурсного або промислового району, частини території великої країни, тобто там, де достатньо повно представлений цикл видобутку, переробки, споживання та розміщення відходів, пов'язаний з тим чи іншим природним ресурсом.
З виникненням людства стала складатися суспільна (господарська) ланка круговороту речовин, яке взаємодіє з природним кругообігом, впливаючи на нього. Дія цієї ланки полягала в тому, що з природного обороту вилучалася природна речовина, а назад в нього поверталася маса відходів, які після технічної переробки не могли асимілюватися природою, поступово забруднюючи її і порушуючи природний кругообіг речовин. Ресурсні цикли близькі до природних, являючи собою одну з частин єдиного природноресурсного циклу, який протікає в різних середовищах: природному та соціально-економічному. Однак відмінною рисою ресурсного циклу є незамкнутий характер, тобто утворення маси відходів на всіх етапах — від видобутку до кінцевого використання природного речовини. Так, за оцінками, наприкінці XX ст. з кожної тонни видобутого природного ресурсу до готового продукту в середньому доходило лише від 5 до 15 %, інша частина ресурсу переходила у відходи.
Спочатку було розроблено шість основних видів ресурсних циклів, в кожному з яких виділені окремі фази — від освоєння і видобутку до переробки і споживання, — які характеризуються особливим типом впливу на ландшафт, способом обробки, нормами витрат сировини, палива, енергії, води та виходу готової продукції, типом відходів (табл.).
Таблиця. Основні ресурсні цикли
|    | Ресурсні цикли на основі використання відновлюваних природних багатств | Ресурсні цикли на основі використання корисних копалин                                               |
| -- | ---------------------------------------------------------------------- | --- |
| 1. | Цикл ґрунто-кліматичних ресурсів і сільськогосподарської сировини      | Цикл енергоресурсів і енергії з підциклами гідроенергетичним і енергохімічним                        |
| 2. | Цикл лісових ресурсів і лісоматеріалів                                 | Цикл металорудних ресурсів і металів з коксохімічним підциклом                                       |
| 3. | Цикл ресурсів флори і фауни                                            | Цикл неметалевої викопної сировини з підциклами гірськохімічних і мінеральних будівельних матеріалів |

З цих прикладів видно, на яких етапах використання та отримання ресурсу або енергії утворюється основна маса відходів, які види відходів потрапляють в навколишнє середовище без утилізації та очищення; у яких частинах циклу потрібно прийняття першочергових заходів, щоб зробити цикл більш замкнутим і зменшити загальну масу відходів, що утворюються. Крім того, ресурсні цикли допомагають визначити, на якій стадії суспільного кругообігу первинно здобуті речовини природи можуть бути знову повернуті в активний кругообіг з меншими затратами праці і засобів, чим при вилученні їх з навколишнього середовища. При цьому обчислення економічної ефективності зворотного повернення використаних речовин у виробничий або природний цикл ведеться з урахуванням зменшення витрат на відновлення навколишнього середовища. Таким чином, при належній увазі до розвитку «внутрішньосуспільного» обороту речовин залучення нових ресурсів буде вимагатися тільки для задоволення зростаючих потреб людства і покриття неминучих втрат (хімічне розсіювання, випаровування і безповоротне водоспоживання тощо).